# Atractus major
Espèce
Statut de conservation UICN

 LC  : Préoccupation mineure
Atractus major est une espèce de serpents de la famille des Dipsadidae.

## Répartition
Cette espèce se rencontre en Bolivie, au Pérou, en Équateur, en Colombie, au Venezuela et au Brésil.

## Description
L'holotype de Atractus bocourti, une femelle, mesure 700 mm dont 80 mm pour la queue. Cette espèce a la face dorsale brune tachetée de points sombres parfois grands et bordés de clair. Sa face ventrale est jaunâtre tachetée de brun ou de noir.

## Étymologie
Son nom d'espèce, du latin major, « grand », lui a été donné en référence à sa taille.

## Publication originale
- Boulenger, 1894 : Catalogue of the Snakes in the British Museum (Natural History). Volume II., Containing the Conclusion of the Colubridæ Aglyphæ, p. 1-382 (texte intégral).